# Vereinbarte Verwaltungsgemeinschaft der Stadt Schopfheim
Die Vereinbarte Verwaltungsgemeinschaft der Stadt Schopfheim ist eine vereinbarte Verwaltungsgemeinschaft (VVG) gemäß § 59 der Gemeindeordnung des Landes Baden-Württemberg. Der Verwaltungsgemeinschaft gehören die Stadt Schopfheim als erfüllende Gemeinde und deren Nachbargemeinden Maulburg, Hausen im Wiesental und Hasel an.

## Geschichte
Im Gesetzentwurf vom Oktober 1970 zur Kreisreform in Baden-Württemberg war vorgesehen die seit Jahrhunderten zum evangelischen Markgräflerland gehörige Gemeinde Hasel vom Landkreis Lörrach in den Landkreis Waldshut zu verschieben. Der Landkreis Waldshut ist geschichtlich durch seine Zugehörigkeit zum habsburgischen und katholischen Vorderösterreich geprägt. Der Plan löste in Hasel heftige Proteste aus. Um beim Landkreis Lörrach bleiben zu können, wurde bereits am 9. Februar 1971 eine Verwaltungsgemeinschaft mit Schopfheim vereinbart. Da kleinen Gemeinden die solche Kooperationen abgeschlossen hatten für die der Kreisreform folgende Gemeindereform die Selbständigkeit garantiert wurde, hatte Hasel mit der Vereinbarung einen großen Erfolg erzielt, dessen Bekanntgabe durch das Geläut der Kirchenglocken begleitet wurde.
Am 10. Juni 1974 traten Maulburg und Hausen der Verwaltungsgemeinschaft bei, die am 1. Januar 1975 in Kraft trat. Hasel hatte 1971 auch sein Finanzwesen der Verwaltungsgemeinschaft als Aufgabe übertragen, was Maulburg und Hausen nicht taten, so dass die Stadt Schopfheim für die Nachbargemeinden unterschiedliche Leistungen erbrachte. Am 16. Januar 1996 und am 1. April 2021 wurde die Vereinbarung angepasst. 2021 übernahm Hasel das Finanzwesen wieder selbst.

## Statistik
Bei Verbandsgründung 1975 lebten 22 799 Einwohner in den angeschlossenen Gemeinden. Die aktuellen Zahlen bilden die Einwohnerzahlen zum 30. September 2020 ab. Im September 2020 lebten rund 27 500 Einwohner in der vereinbarten Verwaltungsgemeinschaft der Stadt Schopfheim, was 12 % der Bevölkerung des Landkreises Lörrach entspricht. Die Fläche der Gemarkungen der in der Verwaltungsgemeinschaft zusammengeschlossenen Gemeinden beläuft sich auf 94,46 Quadratkilometer und damit 11,7 % des Kreisgebietes. Die Bevölkerungsdichte beträgt 291 Einwohner pro Quadratkilometer, was etwa dem Durchschnitt im Landkreis Lörrach (284) entspricht.
| Gemeinde            | Einwohner | Fläche (km²) |
| Schopfheim          | 19 771    | 67,98        |
| Maulburg            | 4 281     | 9,73         |
| Hausen im Wiesental | 2 337     | 5,14         |
| Hasel               | 1 129     | 11,67        |
| ** VVG              | 27 518    | 94,46        |

## Struktur
Nach § 59 der baden-württembergischen Gemeindeordnung ist die Stadt Schopfheim die erfüllende Gemeinde, das heißt, sie erfüllt die Aufgaben der Verwaltungsgemeinschaft. Ein gemeinsamer Ausschuss aus Vertretern der beteiligten Gemeinden entscheidet über die Erfüllungsaufgaben. Vorsitzender des gemeinsamen Ausschusses ist der Bürgermeister (Dirk Harscher) der erfüllenden Gemeinde (Schopfheim). Die „vereinbarte Verwaltungsgemeinschaft“ ist nicht selbst rechtsfähig, da sie keine Körperschaft des öffentlichen Rechts und damit auch kein Gemeindeverband ist.

## Aufgaben
Den Umfang der übertragenen Aufgaben der vereinbarten Verwaltungsgemeinschaft orientiert sich an § 61 der baden-württembergischen Gemeindeordnung.

### Gesetzliche Erledigungsaufgaben
Die Stadt Schopfheim berät die der Verwaltungsgemeinschaft angeschlossenen Nachbargemeinden bei der Erfüllung ihrer Aufgaben. Daneben erledigt die erfüllende Gemeinde für die Mitgliedergemeinden in deren Namen die folgenden Angelegenheiten der Gemeindeverwaltung nach den Beschlüssen und Anordnungen der Gemeindeorgane:
- die technischen Angelegenheiten bei der verbindlichen Bauleitplanung und der Durchführung von Bodenordnungsmaßnahmen sowie von Maßnahmen nach dem Städtebauförderungsgesetz,
- die Planung, Bauleitung und örtliche Bauaufsicht bei den Vorhaben des Hoch- und Tiefbaus,
- die Unterhaltung und den Ausbau der Gewässer zweiter Ordnung.[9]

### Erfüllungsaufgaben
Die erfüllende Gemeinde erledigt anstelle der Mitgliedergemeinden in eigener Zuständigkeit weitere Aufgaben:
- die vorbereitende Bauleitplanung
- Aufgaben der örtlichen Straßenverkehrsbehörde[11]

### Weitere Aufgaben
- für die Gemeinde Hasel: die Bearbeitung von Personalangelegenheiten
- für die Gemeinde Maulburg: die Aufgaben des Gemeindevollzugsdienstes